# Tell Aswad
Tell Aswad is een prehistorische tell of ruïne-heuvel in Syrië, 30 km van Damascus verwijderd. Aan Tell Aswad wordt een bijzondere betekenis toegekend, omdat er voor dit tijdperk en in deze streek geen enkele kennis is. Het wordt gezien als een verbinding tussen noord en zuid. Over de wederzijdse betrekkingen is weinig bekend. Ogenschijnlijk waren de handelsbetrekkingen met de zuidelijke culturen sterker, hoewel er ook betrekkingen waren met de culturen in de noordelijke Levant.

## Datering
De eerste opgravingen van 2001/2002 stonden een datering van de eerste bewoning toe tussen 9300 - 8600 v. Chr. Dit is tussen het einde van het Prekeramisch Neolithicum A (PPNA) en het begin van het Prekeramisch Neolithicum B (PPNB). 

## Huizen, gereedschappen en handenarbeid
De huizen werden gebouwd van leem en kalk
pleister. Gereedschappen en wapens werden van vuursteen gemaakt en ook van waardevolle stenen zoals bijvoorbeeld obsidiaan, geïmporteerd uit Anatolië en uit de zuidelijke Levant. Het vlechten van korven, het weven en het maken van figuren uit klei werden sinds het begin van de nederzetting uitgeoefend. 

## Dodencultuur
Ook kreeg men inzichten in de verschillende begrafenisrituelen van deze mensen. De schedels van de doden werden met klei besmeerd en in die klei werden de gezichten van de doden nagemaakt. 